# Niğde
Niğde je hlavní město stejnojmenné provincie, ležící ve Střední Anatolii v Turecku. Nachází se cca 270 km na jihovýchod od Ankary. Niğde má 170 511 obyvatel (2022). Ve městě sídlí univerzita, založená roku 1992. 

## Historie
Niğde se rozkládá na křižovatce několika starověkých obchodních cest. Oblast byla postupně ovládána mnoha státními útvary - Chetitskou říší, Asýrií, Řeky, Armény, Římany, Byzantskou a Osmanskou říší. V raném středověku bylo město známé jako Magida (řecky Μαγίδα) a bylo jedním z nejvýznamnějších měst Anatolie.
Součástí Osmanské říše se stalo roku 1467.
Podle sčítání lidu z roku 1914 měl sandžak Niğde, tehdejší součást vilájetu Konya, 291 117 obyvatel, z toho  227 100 muslimů, 58 312 Řeků, 4 935 Arménů a 769 protestantů. V samotném městě Niğde tehdy žilo 52 754 muslimů, 26 156 Řeků, 1 149 Arménů a 137 protestantů.
Ve dvacátém století, zejména v 50. a 60. letech, se v Niğde usídlila početná komunita Turků z Bulharska a dalších balkánských zemí. 

## Etymologie
Současný název Niğde pochází ze starověkého označení "Nakita" nebo "Nahita", odvozeného od perské bohyně Anahity.